# معلقة (زحلة)
مْعَلَقَة  هي إحدى القرى اللبنانية من قرى قضاء زحلة في محافظة البقاع.